# Janez Tomšič (admiral)
Janez Tomšič, slovenski kontraadmiral, * 16. marec 1909, Postojna, † 14. april 1987, Split.

## Življenje in delo
Tomšič je od 1928–1931 obiskoval Vojnopomorsko akademijo v Dubrovniku. V letih 1931−1941 je služboval v Jugoslovanski kraljevi vojni mornarici. Aprila 1941 so ga ustaške oblasti izgnale iz Hrvatske; še istega leta je začel sodelovati z OF, zakar je bil od 24. marca 1942 do 25. aprila 1943 interniran v taborišču Gonars in Chiesa Nuova pri Padovi. Avgusta 1943 se je vključil v NOB ter oktobra istega leta vstopil tudi v KPJ. Po vstopu v NOB  je postal načelnik štaba Tomšičeve brigade; nato komandant IV. pomorskega obalnega sektorja na Hvaru in Visu (dec. 1943—jan. 1944), Baze vojne mornarice v Monopoliju (Italija; od febr. do maja 1944), III. pomorskega obalnega sektorja v Zaglavu pri Saliju na Dugem otoku (maj—sept. 1944), Pomorske komanda severnega Jadrana (marec—avg. 1945), vmes vodja mornariške skupine pri 9. korpusu NOVJ. Po koncu vojne je bil med drugim komandant flote jugoslovanske vojne mornarice v Šibeniku (1945–1948), načelnik Vojno-pomorskega centra v Divuljah pri Splitu (1951–1954), načelnik mornariško tehničnega inštituta v Splitu (1954–1957) in Visoke vojno pomorske akademije ter Operativnega oddelka poveljstva vojaškopomorskega območja (1957–1964). V čin kontraadmirala je napredoval leta 1958. Napisal je knjigo Narodnoosvobodilni boj na Jadranu in slovenski pomorščaki (1974) in več strokovnih člankov.

## Odlikovanja
- red za hrabrost (1945)
- red partizanske zvezde s puškama (1945)
- red bratstva in enotnosti s srebrnim vencem (1946)
- red za vojaške zasluge z zlatimi meči  (1946)
- red ljudske armade z zlato zvezdo (1954)
- red za vojaške zasluge z veliko zvezdo (1953 in 1969)
- red zaslug za ljudstvo z zlato zvezdo (1975)